# 横山正 (内務官僚)
横山 正（よこやま ただし、1888年（明治21年）5月 - 没年不詳）は、日本の内務官僚。

## 経歴
島根県出身。藤谷宝城の三男として生まれ、横山賢造の養子となった。1914年（大正3年）、東京帝国大学法科大学独法科を卒業して、1917年（大正6年）に高等文官試験に合格した。岐阜県属、神奈川県警視、三重県理事官、岡山県理事官、山口県警察部長、静岡県警察部長、神奈川県警察部長を歴任。1930年（昭和5年）、千葉県書記官・内務部長に就任した。
退官後、新潟市助役を務めた。

## 親族
- 太田政弘 - 妻の父。警視総監、関東長官、台湾総督。